# Дерентруп
Дерентруп (нім. Dörentrup) — громада в Німеччині, знаходиться в землі Північний Рейн-Вестфалія. Підпорядковується адміністративному округу Детмольд. Входить до складу району Ліппе.
Площа — 49,79 км2. Населення становить 7662 ос. (станом на 31 грудня 2020).